# Marija de la Cerda
Marija de la Cerda y de Lara (1319. — 13. ožujka 1375.) bila je španjolska plemkinja i članica kastiljske kuće Burgundije. Svojim drugim brakom, Marija je bila grofica Alençona. Marijini su roditelji bili Fernando de la Cerda i Ivana Núñez de Lara.
Kad je Marija imala tri godine, umro joj je otac.
U travnju 1335., Marija se udala za Karla d'Évreuxa, kojem je rodila dva sina; jedan je sin bio Luj I., grof Étampesa. Dana 5. rujna 1336., Karlo je umro, ostavivši mladu Mariju udovicom. Tri mjeseca kasnije, Marija se preudala za Karla II., grofa Alençona. Ovo su djeca koju je Marija rodila drugom suprugu:
- Karlo III., grof Alençona
- Filip Alençonski
- Petar II., grof Alençona
- Izabela
- Robert Alençonski